# Blechnum hastatum
Blechnum hastatum är en kambräkenväxtart som beskrevs av Georg Friedrich Kaulfuss. Blechnum hastatum ingår i släktet Blechnum och familjen Blechnaceae. Inga underarter finns listade.